# Célestin Oliver
Célestin Oliver (Mostaganem, Francia Algéria, 1930. július 12. – Marseille, 2011. június 5.) francia válogatott labdarúgó, edző.

## Sikerei, díjai

### Klub
- CS Sedane
  - Francia kupa: 1955–56

### Válogatott
- Franciaország
  - Labdarúgó-világbajnokság bronzérmese: 1958